# Pisocine, Kovel
Pisocine (în ucraineană Пісочне) este o comună în raionul Kovel, regiunea Volînia, Ucraina, formată numai din satul de reședință.

## Demografie
Componența lingvistică a satului Pisocine
     Ucraineană (99,63%)
     Alte limbi (0,37%)
Conform recensământului din 2001, majoritatea populației satului Pisocine era vorbitoare de ucraineană (99,63%), existând în minoritate și vorbitori de alte limbi.